# 春日井口駅
春日井口駅（かすがいぐちえき）は、かつて愛知県春日井市に存在した名古屋鉄道小牧線の駅（廃駅）である。

## 歴史
- 1931年（昭和6年）2月11日 - 開業
- 1944年（昭和19年） - 休止
- 1969年（昭和44年）4月5日 - 廃止

## 隣の駅
所属路線、隣の駅は営業時代のもの。
名古屋鉄道
大曽根線
味美駅 - 春日井口駅 - 春日井駅